# Ernst Nevrivy

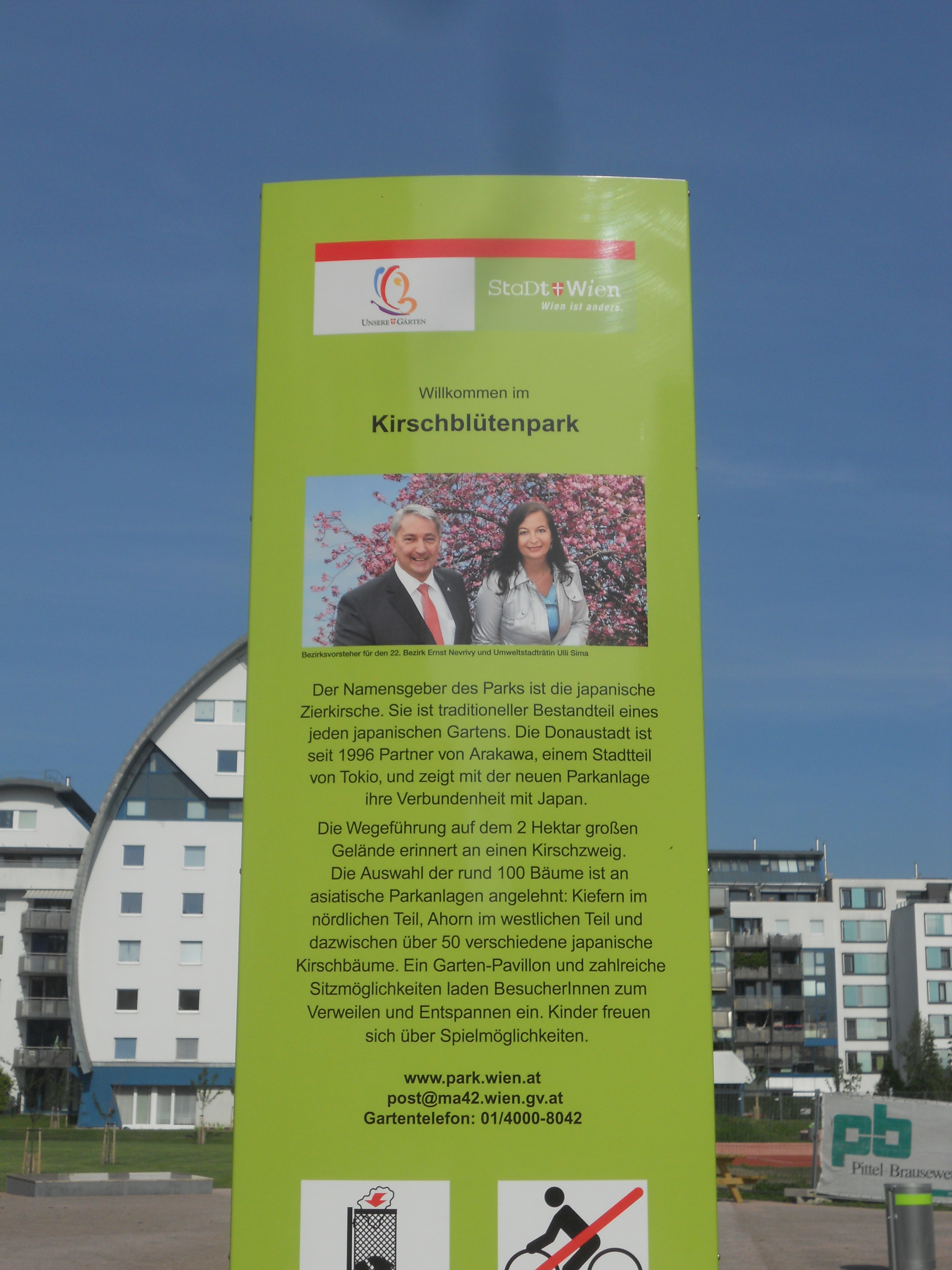
Erklärungstafel zum 2015 neu eröffneten Teil des Kirschblütenparks. Rechts neben Nevrivy: Ulli Sima

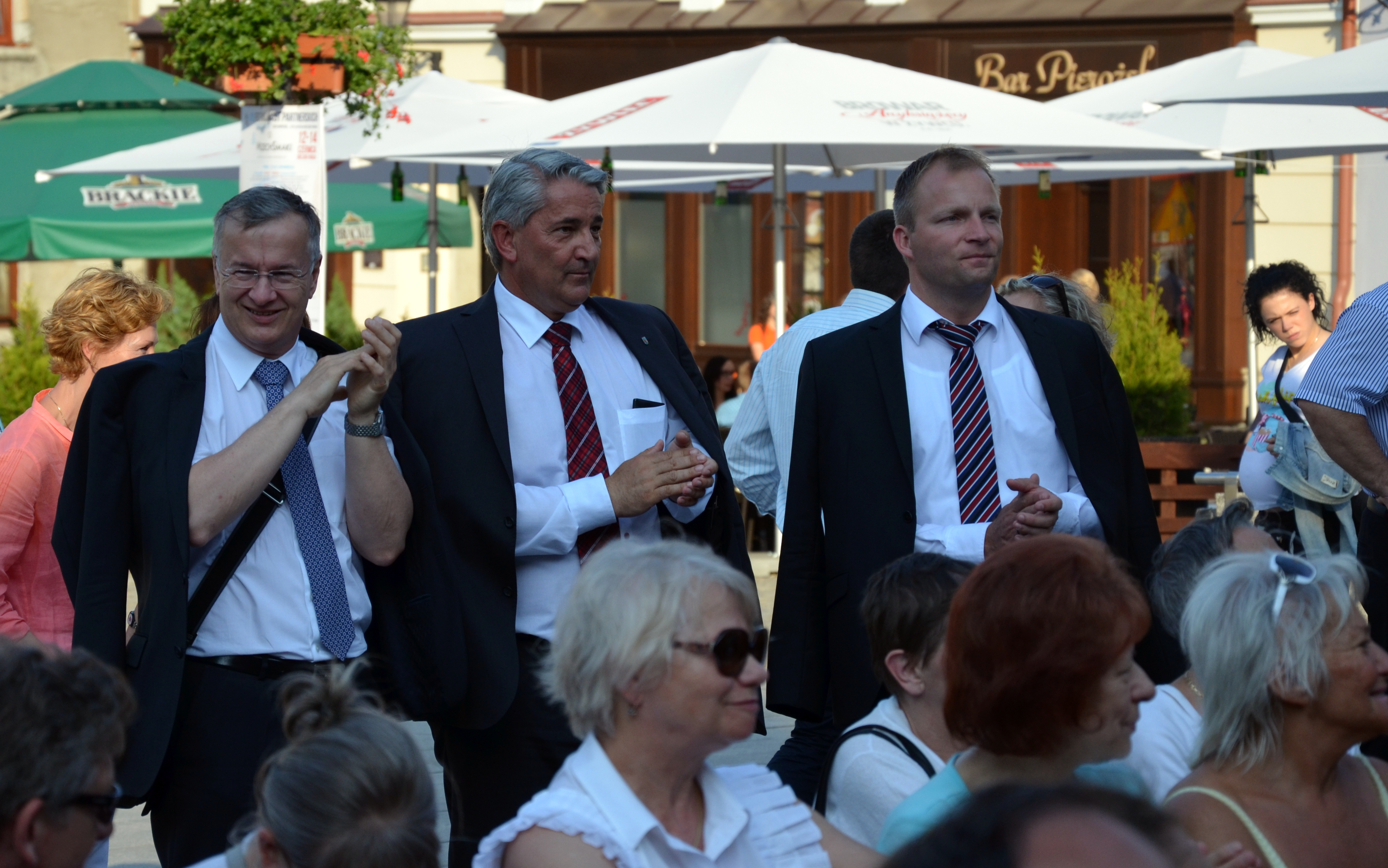
Ernst Nevrivy zu Gast bei Festival-Partnerschaften in Alt-Bielitz

Ernst Nevrivy (* 25. Juni 1968 in Wien) ist ein österreichischer Politiker (SPÖ) und seit 2014 Bezirksvorsteher des 22. Wiener Gemeindebezirks Donaustadt.

## Ausbildung und Beruf
Ernst Nevrivy besuchte ab 1974 die Georg-Bilgeri-Schule (Volks- und Hauptschule) und danach ein Jahr die Handelsschule. Er machte danach eine Lehre als Fernmeldemonteur bei der Telekom Austria und arbeitete dort in verschiedenen Bereichen als Monteur, Verlegsaufsicht und Mitarbeiter in der Planungsstelle. Von 1999 bis 2014 war Nevrivy Bezirksparteigeschäftsführer der SPÖ Donaustadt. Am 11. August 2014 übernahm Nevrivy das Amt des Bezirksvorstehers der Donaustadt von seinem Vorgänger Norbert Scheed.

## Politik
Ernst Nevrivy trat 1986 der SPÖ bei und engagierte sich zunächst in der Sektion Kagran. Dort war er ab 1987 stellvertretender Schriftführer und Subkassier und ab 1989 Bildungsreferent und Sprengelleiter. Zwischen 1995 und 2001 leitete er die Sektion mit einem Jahr Unterbrechung als Vorsitzender. Ernst Nevrivy war bis 1999 Bezirkssekretär der SPÖ Donaustadt und war zwischen 2000 und 2005 Bezirksrat. Ab März 2005 wurde er Bezirksvorsteher-Stellvertreter, bevor er am 26. Juni 2006 in den Landtag und Gemeinderat wechselte, wo er Norbert Scheed ablöste. Nach Scheeds Tod 2014 wurde er einstimmig zu seinem Nachfolger gewählt und hält seitdem das Amt des Bezirksvorstehers inne.

## Kritik
Seit Februar 2021 ermittelt die WKStA gegen Nevrivy wegen des Verdachts der Bestechlichkeit. Er soll vertrauliche Informationen weitergegeben haben, die zu einem überteuerten Grundstücksgeschäft rund um eine Remise der Wiener Linien geführt haben soll. Im Oktober 2024 stellte die WKStA einen Vorhabensbericht fertig, im Februar 2025 erhielt sie die Antwort der Oberbehörden.
Seit September 2023 wird gegen Nevrivy wegen eines Grundstücksgeschäfts durch die Wirtschafts- und Korruptionsstaatsanwaltschaft ermittelt.
In beiden Fällen bestritt Nevrivy, auf die Umwidmung der Grundstücke Einfluss genommen zu haben.

## Privates
Ernst Nevrivy ist seit 2017 verheiratet. Er hat einen Sohn und eine Tochter.